# Léa Baldoni
Léa Baldoni (Poitiers, Francia, 22 de agosto de 2001) es una deportista canadiense que compite en piragüismo en la modalidad de eslalon. En los Juegos Panamericanos de 2023 obtuvo una medalla de bronce en la prueba de K1 individual.

## Palmarés internacional
| Juegos Panamericanos | Juegos Panamericanos | Juegos Panamericanos | Juegos Panamericanos |
| Año                  | Lugar                | Medalla              | Competición          |
| -------------------- | -------------------- | -------------------- | -------------------- |
| 2023                 | Santiago (Chile)     | Medalla de bronce    | K1 individual        |